# Elena Cipriana Álvarez Durán
Elena Cipriana Álvarez Durán (Sevilla, 16 de septiembre de 1827-9 de agosto de 1904, Madrid) fue una folklorista, escritora y pintora española.

## Biografía
Hija de Cipriana (Gato) Durán y José Álvarez Guerra, heredó de su tío materno, Agustín Durán, el entusiasmo por los romances y las coplas populares. En 1845 se casó con Antonio Machado Núñez. En Santiago de Compostela nació su hijo Antonio Machado y Álvarez “Demófilo”. Y en 1847 la familia se trasladó a Sevilla. Creadora de una saga intelectual, liberal y progresista, sus nietos fueron Antonio Machado y Manuel Machado. 

### Recopilación y extensión del folklore
A comienzos de la década de los ochenta del siglo XIX pasó largas temporadas en la casa de unos familiares de Llerena (Badajoz), donde coleccionó el folklore de Llerena. En una carta a Aniceto Sela, su hijo Demófilo señalaba que su madre “ha recogido en Llerena sesenta cuentos, setenta coplas, noventa y cinco trabalenguas, tradiciones, explicación popular de nombres de sitios, chascarrillos, costumbres de casamiento, entierro y bautizo, tradiciones de minas y ermitas; en suma, el verdadero folklore de Llerena”. Las gentes de Llerena la llamaban y se apresuraban a contarle cuanto sabían. Las criaturas, que también le enseñaban juegos y cuentos, la bautizaron con el nombre de "la mujer de los cuentos”.
Fundó, junto con Felipe Muriel Gallardo, la Sociedad del Folklore de Llerena o Regianense en el año 1885. Su criterio siempre fue la recogida fidedigna de materiales tradicionales. Colaboró con su hijo Demófilo en la extensión del folklore. La reproducción de la tradición oral con textos de absoluta fidelidad era, según Cipriana, el ideal de la persona recolectora.
Continuó realizando estudios del folklore, escribiendo cuentos populares, pintando y apoyando generosamente con su patrimonio las iniciativas antropológicas de su hijo Demófilo, figura capital para el desarrollo de la antropología en España.

## Obra
Con el pseudónimo de La mujer de los cuentos firmó algunas de sus numerosas colaboraciones en las revistas folklóricas de la época. Fue la autora de una serie de cuentos populares que aparecieron en la revista El folklore andaluz (1883-1884):
- La mano negra
- Una rueda de conejos
- La serpiente de las siete cabezas
- Las velas
- Las tres Marías.

Aportó a su hijo algunos de los Cuentos populares españoles reunidos por él, como "El barquito de oro, de plata y de seda" y "La sirena". A su vez, ella publicó sus Cuentos extremeños y un estudio de "Culinaria popular extremeña" que no llegó a publicar.

## Premios y reconocimientos
- Una calle de Llerena (Badajoz) lleva su nombre.[6]
- Exposición Las mujeres Machado. Centralidad y discreción, en Centro Cultural Fundación Unicaja de Sevilla, Mayo- Julio 2024. Comisariada por, Antonio Rodríguez Almodóvar, incluyó cartas, libros de memorias, manuscritos y fotografías, sobre la influencia de los principales referentes femeninos de la familia Machado: Elena Cipriana,  Ana Ruiz Hernández, madre de Antonio y Manuel Machado, Leonor Izquierdo, Eulalia Cáceres Sierra, esposa de Manuel y la de José Machado Ruiz, Matea Monedero Calvo. [7]